# جوردي أريس
جوردي أريس (بالإسبانية: Jordi Arrese) مواليد 29 أغسطس 1964 في برشلونة، هو لاعب كرة مضرب إسباني سابق بدأ مسيرته كمحترف سنة 1982 وكان يلعب باليد اليمنى، اعتزل اللعب في 1998. أعلى تصنيف له في الفردي كان المركز الـ 23 في سنة 1991. سبق أن شارك في دورة الألعاب الأولمبية الصيفية.

## الميداليات
| الميدالية | المسابقة                       |
| --------- | ------------------------------ |
| فضية      | الألعاب الأولمبية الصيفية 1992 |

## روابط خارجية
- جوردي أريس على موقع رابطة محترفي التنس (الإنجليزية)
- جوردي أريس على موقع الاتحاد الدولي لكرة المضرب (الإنجليزية)
- جوردي أريس على موقع كأس ديفيز (الإنجليزية)
- جوردي أريس على موقع خلاصة التنس.كوم (الإنجليزية)
- جوردي أريس على موقع أوليمبيديا (الإنجليزية)